# Endlichdimensionale Verteilung
Die endlichdimensionalen Verteilungen bezeichnen in der Stochastik eine Familie von Bildmaßen projiziert auf einen endlichdimensionalen Vektorraum.
Die endlichdimensionalen Verteilungen werden häufig mit fdd abgekürzt (von englisch finite-dimensional distributions).

## Endlichdimensionale Verteilungen
Sei {\displaystyle (\Omega ,{\mathcal {F}},\mathbb {P} )} ein Wahrscheinlichkeitsraum und {\displaystyle (X_{t})_{t\geq 0}} ein stochastischer Prozess.
Für {\displaystyle n\in \mathbb {N} } definiert die Familie aller endlichen Zeitpunkte {\displaystyle \{t_{1},\dots ,t_{n}:0\leq t_{1},\dots ,t_{n}<\infty \}} durch das Bildmaß von {\displaystyle \mathbb {P} } unter {\displaystyle (X_{t_{1}},\dots ,X_{t_{n}})} eine Familie von Wahrscheinlichkeitsmaßen {\displaystyle \{\mathbb {P} _{t_{1},\dots ,t_{n}}\}} auf {\displaystyle (W^{n},\Sigma ^{n})}, genannt die endlichdimensionalen Verteilungen.